# Porricondyla rostellata
Porricondyla rostellata är en tvåvingeart som beskrevs av Panelius 1965. Porricondyla rostellata ingår i släktet Porricondyla och familjen gallmyggor. Inga underarter finns listade i Catalogue of Life.